# Fernando Arrabal
Fernando Arrabal Terán (Melilla, 11 agosto 1932) è un drammaturgo, saggista, regista, sceneggiatore, poeta, scrittore e pittore spagnolo.
Fernando Arrabal nel 1962 fonda con Alejandro Jodorowsky, Roland Topor e Jacques Sternberg il Movimento Panico, mentre il suo primo romanzo, Baal Babylone, era relativamente fresco di stampa. Quando, nel 1971, tratto dallo stesso romanzo, realizza il suo primo lungometraggio, Viva la muerte (titolo che riprende uno slogan franchista), è già uno scrittore e un pittore molto conosciuto. Il film, più che raccontare, cerca di ritrovare in una cruenta storia le immagini dell'infanzia. Nei titoli di testa i disegni di Topor, «dal segno cattivo e dal cuore tenero», scorrono insieme a una canzone Grethe Agatz.  Da bambino il regista aveva subito un forte trauma per la misteriosa scomparsa del padre, prima condannato a morte e successivamente evaso. A causa di ciò, come ha scritto il premio Nobel Vicente Aleixandre, la conoscenza che fornisce Arrabal viene permeata di una luce morale che è contenuta nella materia stessa della sua arte.
Considerato uno degli autori più importanti e completi del XX secolo,  Arrabal è spesso visto come l'incarnazione dell'arte contemporanea; è infatti l'unico ad aver collaborato con tutte e tre le icone dell'arte contemporanea: André Breton per il Surrealismo; Tristan Tzara per il Dadaismo e Andy Warhol per la Pop art. Le sue opere teatrali sono tra le più rappresentate al mondo. Si tratta di un teatro che porta spesso all'estremo le tematiche del realismo, dell'assurdità dell'esistenza, della patafisica e dell'impegno civile e politico.
Ha diretto sette lungometraggi. Ha pubblicato quattordici romanzi, circa ottocento libri di poesia, vari saggi tra i quali si evidenziano i testi dedicati al gioco degli scacchi. Le sue opere sono state tradotte in numerose lingue. Ebbe particolare eco la sua Lettera al Generale Franco (Carta al General Franco) pubblicata quando il dittatore era ancora in vita. Alla morte di Franco, il nome di Arrabal appare nella lista dei cinque spagnoli più pericolosi: Carrillo, la Pasionaria, Líster, il Campesino e, appunto, Arrabal. L'opera completa del suo teatro, edita nelle principali lingue, è stata pubblicata in due volumi di più di duemila pagine nella collezione Clásicos Castellanos (Classici Spagnoli) della casa editrice Espasa nel 1997 e aggiornata nel 2009.
Dal 1990 è Trascendent Satrape del Collegio di Patafisica. Amico di Andy Warhol e di Tristan Tzara, fece parte per tre anni del gruppo surrealista di André Breton; per questo motivo, Mel Gussow lo definisce l'unico sopravvissuto delle «tre reincarnazioni della modernità».
Dal Dictionnaire des littératures de langue française (Edizioni Bordas).

## Biografia

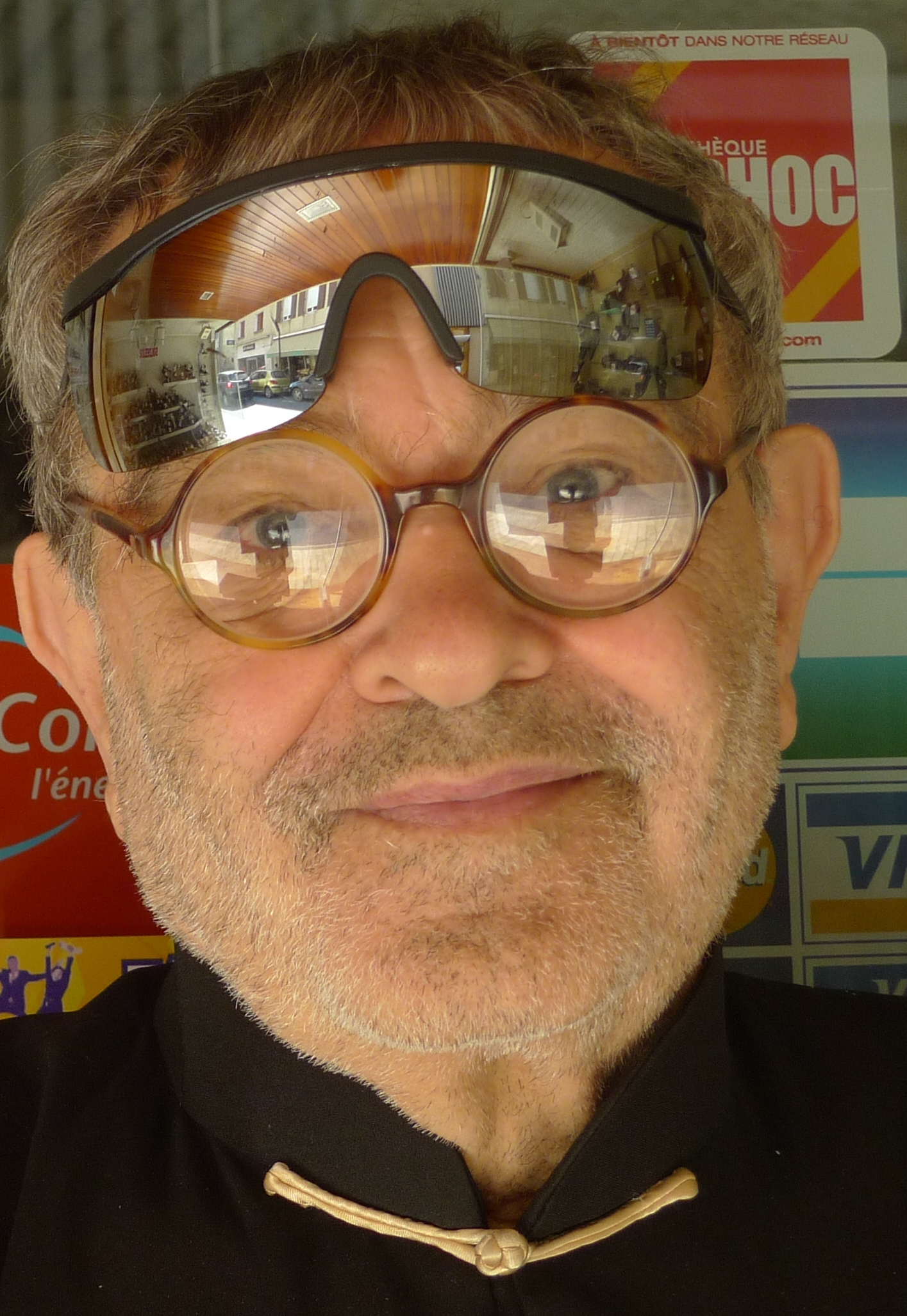
Fernando Arrabal, 2012

### Infanzia (1932-1946)
Fernando Arrabal Terán è figlio del pittore Fernando Arrabal Ruiz e di Carmen Terán González.
Il 17 luglio del 1936, durante il sollevamento militare che diede inizio alla guerra civile Spagnola, il padre decide di rimanere fedele alla Repubblica, segnando di fatto la sua condanna a morte. Arrestato con l'accusa di ribellione, in seguito, la pena viene commutata in trent'anni di prigione. Fernando Arrabal padre conoscerà le prigioni di Santi Espiritu di Melilla, Monte Hacho a Ceuta (in cui tenterà il suicidio), Ciudad Rodrigo e Burgos, finché il 4 di dicembre del 1941 viene trasferito nell'Ospedale di Burgos per una presunta malattia mentale. Alcune ricerche condotte successivamente suggeriscono che si sia trattato di uno stratagemma per poter essere trasferito in un luogo meno controllato. Il 29 di dicembre del 1942 Fernando Arrabal Ruiz decide di fuggire, scappando dall'ospedale in pigiama mentre era già caduto oltre un metro di neve. Da quel momento non si avranno più sue notizie, nonostante le tantissime ricerche che furono fatte negli anni successivi. L'episodio dell'arresto del padre è citato da Berenguer, nel 1977. La scomparsa del padre, insieme ai dubbi che sia stata la stessa madre a denunciarlo, alimenteranno in Fernando Arrabal un forte conflitto che in futuro condizionerà la stragrande maggioranza delle sue opere.
(Fernando Arrabal)
Intanto, nel 1936, la madre di Arrabal torna a Ciudad Rodrigo, dove sistema Fernando e si trasferisce a lavorare a Burgos, in quegli anni capitale dei nazionalisti e sede del governo del generale Franco. Nel 1937 Fernando inizia a frequentare il collegio delle suore Teresiane, fino a quando, nel 1940, terminata la Guerra civile, la madre si stabilisce a Madrid, al numero civico 17 di calle Madera (cf. Berenguer, 1977, p. 15).
Nel 1941 Fernando Arrabal vince il concorso per «bambini superdotati». Studia presso il collegio dei padri Scolopi di S. Antonio (frequentato in passato da Victor Hugo e Jacinto Benavente) e più tardi dagli Scolopi di Getafe. In questo periodo inizia le sue prime letture ed esperienze che, come egli stesso ha avuto occasione di ribadire, gli saranno molto utili nella sua vita (cf. Berenguer, 1977, p. 15).

### Prime Opere (1947-1957)
Nel 1947 la madre obbliga il figlio ad iniziare i corsi propedeutici per l'ammissione all'Accademia Militare (Academia General Militar), ma Arrabal si rifiuta di frequentare le lezioni con l'unico risultato di essere mandato, nel 1949, a Tolosa (in provincia di Gipzukoa) dove studia presso la Scuola teorico-pratica dell'Industria e del Commercio Cartieri (Escuela Teórico-Práctica de la Industria y el Comercio del Papel). In questo periodo, attorno al 1950, Arrabal scrive alcune opere teatrali a tutt'oggi inedite.
Nel 1951 inizia a lavorare per «Papelera Española» (l'industria cartiera nazionale). Viene assegnato alla sede di Valencia, dove termina gli studi superiori, e successivamente a Madrid, dove nel 1952 inizia la carriera universitaria in Diritto. In questi anni Arrabal frequenta l'Ateneo di Madrid e i poeti postisti, scrive nuove versioni di Pic-Nic (che ancora si intitolava Los soldados) ed El triciclo (il cui titolo originale era Los hombres del triciclo).
Nel 1954 arriva a Parigi, facendo l'auto-stop, per assistere alla rappresentazione di Madre Coraggio e i suoi figli di Bertold Brecht, messo in scena dal Berliner Ensemble nel teatro Sarah Bernhardt. Successivamente, a Madrid conosce Luce Moreau, sua futura moglie. Nel 1955 vince una borsa di studio di tre mesi per Parigi; durante il suo soggiorno nel Collegio di Spagna, presso la «Cité Universitaire», Arrabal soffre una grave ricaduta della tubercolosi. Arrabal ha sempre considerato questa malattia come una «fortuna disgraziata» («desgraciada suerte») che gli ha permesso di stabilirsi definitivamente nella sua vera patria, la stessa di Kundera, Vives, S. Ignazio e Picasso: l'esilio.

### Processo e carcere
Ancora vigente la dittatura franchista, nel 1967 Arrabal fu portato in giudizio e condannato alla detenzione, nonostante le proteste e le dimostrazioni di solidarietà della maggior parte degli scrittori dell'epoca, da François Mauriac a Arthur Miller, a cui si aggiunse l'esortazione del drammaturgo irlandese Samuel Beckett, che dichiarò: «Se una colpa c'è, che venga giudicata alla luce del grande merito di ieri e della grande promessa di domani e venga quindi perdonata».
La morte del Generale Franco ha finalmente permesso di riconoscere l'importanza dell'opera di Arrabal anche nel suo Paese natale. Alcune pièce hanno goduto di un'accoglienza costante negli anni, come per esempio Carta de amor con María Jesús Valdés portata in scena nel Teatro Nacional.

## Premi
Nonostante si tratti di uno degli scrittori più controversi del suo tempo, ha ricevuto il plauso della critica internazionale per la sua opera (Gran Premio di Teatro dell'Accademia Francese, il Nabokov per il romanzo, l'Espasa per il saggio, il Mariano de Cavia per il giornalismo, il World's Theater, il Wittgenstein, il Pasolini per il cinema, l'Alessandro Manzoni per la poesia, etc.).
Il Collegio di Patafisica l'ha insignito con il titolo di «Trascendente Satrapa».
È stato il finalista del Premio Cervantes 2001, con l'appoggio di Camilo José Cela. Le Mage afferma che è stato finalista del Nobel 2005, premio che è stato sollecitato per questo autore da varie istituzioni e personalità. Il 14 luglio 2005 gli è stata conferita la Legione d'Onore e nel 2007 ha ricevuto la laurea Honoris Causa dall'Università Aristotele (Grecia).
In Italia, nel 2015, è stato insignito del Premio Ombra della Sera al Festival Internazionale del Teatro Romano di Volterra.

## Opere
«Il 13 febbraio del 2009 verrà presentata la sua opera Faustbal con musiche di Leonardo Balada (1933) e regia dei Comediants di Barcellona. Debutto su commissione del Teatro Real. Coro e Orchestra del Teatro Real. Orchestra Sinfonica di Madrid. Regia: Joan Font. «Faustbal è la reincarnazione femminile del terzo millennio del dottor Faustroll di Alfred Jarry, un Dottor Faust che chiede a Dio e a Lucifero le parole e le invocazioni per fondere amore e carità. Niente riesce a calmare l'uragano della sua curiosità scientifica e nemmeno a saziare la tempesta dei suoi desideri. Intelligentissima, bellissima e arricchita dalle trasfigurazioni e dalla trascendenza, ama con torrida passione la sua Amazona. Attraversa le galassie mentre infuria la guerra di sterminio delle civiltà e si muove nello spazio ad una velocità supersonica. Di fronte a lei Margarito, capo supremo delle forze armate, indossa la corazza della repressione brutale ed elettronica. È pazzamente innamorato di Faustbal sotto la volta celeste. Cerca di possederla con il torrente della sua torre, servendosi dello stesso Mefistofele. Un libretto del corrosivo, geniale e inclassificabile Fernando Arrabal. Jesús López Cobos, direttore musicale del Teatro Real, è alla testa di questa prima mondiale, che si avvale di due rinomati soprano spagnoli, Ana Ibarra e María Rodríguez, nel ruolo principale. Il mezzosoprano Cecilia Díaz sarà Amazona, i tenori Gerhard Siegel e Eduardo Santamaría i due Margarito, il basso Stefano Palatchi interpreterà Dio e ai baritoni Tomas Tomasson e Lauri Vasar è affidato il ruolo di Mefistofele» (dal programma di sala).
«Fino ad ora sono stati messi in scena solo cinque miei libretti d'opera e sono sempre stati complessi piuttosto che complessati, come in Faustroll»:
- Apokaliptika con musica di Milko Kelemen
- L'opéra de la Bastille con Marcel Landowski
- Pin Nic im Felde con Ostfiend Büsing
- Guernica con Constantinos Stylianou

«...ho diretto solamente due opere, nell'ottobre del 1985 e all'Opéra Real belga, La vida breve di Falla e Goyescas di Granados. In quelle occasioni, sotto la mia direzione, i membri del coro recitarono nudi, anche se panicamente coperti di creta per una maggiore precisione scenica».

## Narrativa
- Baal Babilonia/Baal Babylone (1959)
- Uno schiavo chiamato Cervantes, Milano, Spirali, 1996
- El entierro de la sardina/L'enterrement de la sardine [Il funerale della sardina]
- Fiesta y ritos de la confusión/Fêtes et rites de la confusion (Festa e riti della confusione)
- El mono [La scimmia]
- La torre herida por el rayo/La tour prends garde [La torre ferita dal raggio]
- La virgen roja/La vierge rouge [La vergine rossa]
- La hija de King Kong/La fille de King Kong [La figlia di King Kong]
- La extravagante cruzada de un castrado enamorado [La stravagante crociata di un castrato innamorato]
- La matarife en el invernadero/La tueuse du jardin d'hiver [La mattatrice del giardino d'inverno]
- Levitación/Lévitation [Levitazione]
- Porté disparu
- Champagne pour tous

Ha vinto il premio Nadal di narrativa nel 1982 per La torre herida por el rayo.
Ha inoltre ottenuto il Premio Nabokov Internazionale.

## Poesia
Premio di poesia «Alessandro Manzoni». Arrabal ha scritto:
- La piedra de la locura/La pierre de la folie [La pietra della follia, recentemente uscito in Italia presso l'editore Giunti di Firenze in collaborazione con Citylights, e in precedenza contenuta nell'edizione di Spirali Opere I del 1992], 1963.
- Cent sonnets, 1965.
- Mis humildes paraísos/Humbles paradis [I miei umili paradisi], 1985.
- Liberté couleur de femme ou Adieu Babylone, poema cinematografico, ed. Rougerie, Montemart, 1993.
- Lettre à Julius Baltazar, ed. Rougerie, Montemart, 1997.
- Diez poemas pánicos y un cuento, Amphora Nova, 1997.

Arrabal ha pubblicato anche circa ottocento libri rari illustrati con Salvador Dalí, René Magritte, Roland Topor, Enrico Baj, Milan Kundera, Gustavo Charif, Antonio Saura, Yue Minjur, Alekos Fassianos, etc., tra cui si distinguono:
- 1975 – L'odeur de Sainteté, ed. Yves Rivière, Paris, con Antonio Saura.
- 1980 – Cinq sonnets, cinq eaux-fortes, ed. André Biren, Paris, con Julius Baltazar.
- 1991 – Sous le flux libertin, ed. Robert et Lydie Dutrou, Paris, con Jean Cortot.
- 2004 – Triptyque, ed. Menú, Cuenca, con Catherine Millet e Michel Houellebecq.
- 2008 – Clitoris, poema tradotto in 56 lingue, tra cui la versione ceca di Milan Kundera.

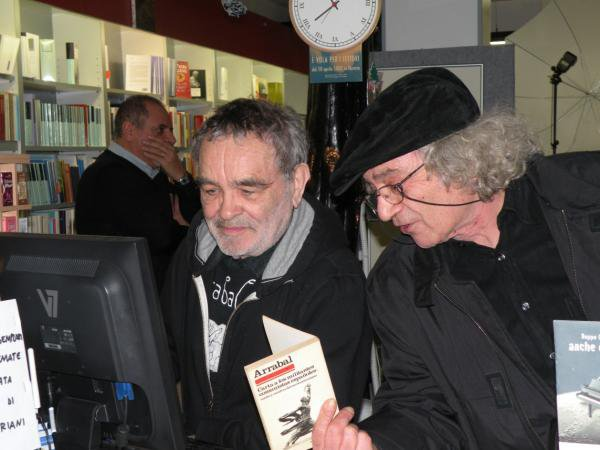
Fernando Arrabal col suo editore italiano Beppe Costa alla Pellicanolibri di Roma

Nel per il ciclo "Beppe Costa incontri", Fernando Arrabal a Roma, ospite della Pellicanolibri trascorre due giornate con i "Poeti Dallo Spazio", un gruppo di poeti dalle diverse regioni italiane, scelti da Fabio Barcellandi. Ognuno di loro, nel proprio territorio, coi propri mezzi, svolge attività di promozione della poesia, del teatro, del cinema, della musica e della pittura".

## Teatro
- El triciclo/Le Tricycle (1953) [Il triciclo]
- Fando y Lis/Fando et Lis (1955) [Fando e Lis, in Opere I, Spirali, 1992]
- Guernica (1959)
- La bicicleta del condendo/La Bicyclette du condamné (1959) [La bicicletta del condannato]
- El gran ceremonial/Le Grand Cérémonial (1963) (Il gran cerimoniale, Pellicanolibri, 1982)
- El Arquitecto y el Emperador de Asiria/L'Architecte et l'Empereur d'Assyrie (1966) [L'Architetto e l'Imperatore d'Assiria, in Opere I, Spirali, 1992]
- El jardín de las delicias/Le Jardin des délices (1967) [Il giardino delle delizie, in Opere I, Spirali 1992][14]
- El laberinto/Le Labyrinthe (1967) [Il labirinto]
- La aurora roja y negra/L'Aurore rouge et noire (1968) [L'aurora rossa e nera]
- Bestialidad erótica/Bestialité érotique (1968) [Bestialità erotica]
- El cielo y la mierda/Le ciel et la merde (1972) [Il cielo e la merda]
- El cementerio de automóviles/Le Cimetière des voitures (1959) [Il cimitero delle automobili]
- La noche también es un sol/La nuit est aussi un soleil (1989) [Anche la notte è un sole]
- Jóvenes bárbaros de hoy/Jeunes barbares d'aujourd'hui [Giovani barbari di oggi]
- …Y pusieron esposas a las flores/…Et il passèrent des menottes aux fleurs […E misero le manette ai fiori, in Opere I, Spirali, 1992], ebook: ISBN 9788897618140
- La tour de Babel [La torre di Babele, in Opere I, Spirali, 1992]
- Inquisición/Inquisition [Il mio dolce regno saccheggiato. "Inquisizione", in Opere I, Spirali, 1992]
- Delicias de la carne/Les délices de la chair [Le delizie della carne. Il banchetto di re Baldassarre, in Opere I, Spirali, 1992]
- La travesía del imperio/La traversée de l'empire [La traversata dell'impero]
- Carta de amor (como un suplicio chino)/Lettre d'amour (comme un supplice chinois) [Lettera d'amore (come un supplizio cinese)]
- Pique-nique en campagne (1960) (La scampagnata, Pellicanolibri, 2008; Picnic in campagna, in Opere I, Spirali, 1992)
- Il castello dei clandestini[15] (2013) (traduzione di Beppe Costa), Seam Edizioni, ISBN 9788881795109.

L'Architetto e l'Imperatore d'Assiria, una delle sue opere drammatiche più importanti, è un'opera panica scritta nella seconda tappa del suo percorso di drammaturgo.
Il suo corpus teatrale è stato pubblicato in due volumi di oltre mille pagine nella collezione «Clásicos Castellanos» della casa editrice Espasa nel 1997 e aggiornato nel 2009 (edizione e introduzione di un centinaio di pagine a cura di Francisco Torres Monreal; lo studio di Torres Monreal serve come introduzione indispensabile per addentrarsi nella produzione drammatica di Arrabal). L'elenco delle messe in scena è disponibile nella pagina personale dell'autore, http://www.arrabal.org
Molte delle pièce teatrali di Arrabal sono state pubblicate in italiano dalla casa editrice Spirali nel volume Opere I (pp. 1578, 1992) che raccoglie, oltre alle dodici scritture per il teatro, anche testi poetici [le raccolte La pietra della follia, libro panico; e i due libri di Sogni Panici Sogni panici di una notte d'estate e Sogni d'insetti] e tre romanzi brevi [Baal Babilonia; Feste e riti della confusione; Attento alla torre].
Arrabal ha ottenuto due premi nazionali di teatro ed attualmente è il drammaturgo più rappresentato: https://archive.is/20121103142700/www.lalistawip.com/personaje/Fernando+Arrabal_9586311/

## Filmografia

### Regia e sceneggiatore
- Viva la muerte (1971)
- Andrò come un cavallo pazzo (Iré como un caballo loco) (1973)
- L'albero di Guernica (El árbol de Guernica) (1975)
- Sang et or - cortometraggio (1978)
- La Odisea del Pacífico (1980)
- Cementerio de automóviles (1981)
- Echecs et Mythe - cortometraggio (1990)
- New York, New York! - cortometraggio (1991)
- ¡Adiós Babilonia! (1992)
- Jorge Luis Borges: una vida de poesía (1998)

### Attore
- Il morbo di Amburgo (Die Hamburger Krankheit), regia di Peter Fleischmann (1979)

## Pittura
Fernando Arrabal ha spesso ripetuto di essere un «pittore frustrato». Nella sua stessa famiglia, oltre al padre, spiccano anche Ángel (1874-1926), Carmen, Lélia e, soprattutto, Julio Arrabal, «un gran ritrattista a olio», secondo lo scrittore. Nelle sue sporadiche incursioni artistiche, Arrabal ha dipinto circa una cinquantina di quadri e ha realizzato un centinaio di disegni, oltre ad alcuni collage esposti, tra gli altri, presso il Paris Art Center, Bayeux e al Carlo Borromeo di Milano.
In ambito pittorico, Arrabal si avvale della collaborazione di vari artisti per la realizzazione delle sue opere, come nei casi di Luis Arnaiz e Rafael García Crespo, due pittori che sono stati in grado di lavorare su tele di grandi dimensioni a partire dagli schizzi dettagliati che Arrabal ha sottoposto loro.
Il primo quadro della collezione di circa un centinaio di pitture ad olio (realizzate da Luis Arnaiz) fu pubblicato nel 1962 da André Breton nella sua rivista surrealista «Le Brèche».
Nell'attualità, Arrabal sta collaborando strettamente con la «plastico-videoartista» Christèle Jacob, con cui ha realizzato una decina di video e una serie di fotomontaggi come Los artilleros del ajedrez y de la literatura, ispirato a Herni Rousseau.

## Saggistica
- Le Panique, Christian Bourgois Editeur, Paris, 1977
  - Panico, traduzione di Marcello Comitini, Pellicanolibri, Catania, 1978
- La dudosa luz del día, Espasa, 1994 '
- Un esclavo llamado Cervantes, Espasa, 1996
  - Uno schiavo di nome Cervantes, Spirali, 1996
- El Greco, Flohic, 1991
- Francisco Goya, Salvador Dalí, Spirali, 1992
- Le frénetique du spasme Flohic, 1991
- Carta al General Franco/Lettre au général Franco (Lettera al Generale Franco)
- Carta a los militantes comunistas españoles: sueño y mentira del eurocomunismo, Christian Bourgois Editeur Paris 1978, edizione italiana di Pellicanolibri Catania 1979
- Carta a Fidel Castro/Lettre à Fidel Castro (1984)
  - 1984: Lettera a Fidel Castro, Spirali, 1984
- Carta a Stalin/Lettre à Stalin (Lettera a Stalin)
- Houellebecq![16]
- El Pánico. Manifiesto para el tercer milenio (Il Panico. Manifesto per il terzo millennio – 2007)
- Diccionario pánico (Dizionario panico – 2008)
- Universos arrabalescos (Universi arrabaleschi – 2009)
- Defensa de Kundera (Difesa di Kundera – 2009)

Arrabal, grande estimatore degli scacchi, ha scritto:
- Echecs et mythes (Scacchi e miti)
- Fêtes et défaites sur l'échiquier (Feste e disfatte sulla scacchiera)
- Les échecs féériques et libertaires (Gli incantevoli e libertari scacchi)
- Bobby Fischer: el rey maldito (Bobby Fischer: il re maledetto)

Ha ricevuto il premio giornalistico Mariano de Cavia per le sue collaborazioni su «Generación XXI», «La Voz de Miróbriga», «L'Express», «El Mundo», «Village Voice», «Exceso», «El Innombrable», i suoi articoli di fondo ne «El País» e la sua rubrica in «ABC».